# Laurent Cambres
Pour les articles homonymes, voir Cambres (homonymie).
Pas d'image ? Cliquez ici

a Compétitions nationales et continentales officielles uniquement.

b Matchs officiels uniquement.
Laurent Cambres, né le 4 janvier 1975 à Perpignan, est un joueur de rugby à XIII dans les années 1990 et 2000. Il occupe le poste de talonneur ou de troisième ligne.
Au cours de sa carrière en rugby à XIII, il a joué pour divers clubs successivement. Avec le XIII Catalan, il remporte le titre du Championnat de France en 1994. Il prend part également à l'aventure du Paris Saint-Germain Rugby League en 1996 et son intégration en Super League, y disputant une rencontre. Par la suite, il s'engage à Villeneuve-sur-Lot remportant un second titre de Championnat de France en 1996, et poursuit sa carrière à Saint-Estève et Lézignan.
Fort de ses performances en club, il est sélectionné à deux reprises entre 1996 et 1997 en équipe de France lui permettant de prendre part à la Coupe d'Europe 1996.

## Palmarès
- Collectif :
  - Vainqueur du Championnat de France : 1994 (XIII Catalan) et 1996 (Villeneuve).
  - Finaliste du Championnat de France : 1997 (Villeneuve) et 2000 (Saint-Estève).
  - Finaliste de la Coupe de France : 1994 (XIII Catalan).

### Détails en sélection
| 1. | 5 juin 1996    | Pays de Galles | 14-34 | Coupe d'Europe | Remplaçant | - | - | - | - |
| 2. | 9 juillet 1997 | Écosse         | 22-20 | Test-match     | Remplaçant | - | - | - | - |